# 小橋一太
小橋 一太（こばし いちた、1870年10月25日（明治3年10月1日） - 1939年（昭和14年）10月2日）は、日本の官僚、政治家。族籍は熊本県士族。

## 人物
熊本県士族・小橋元雄の長男。旧制第五高等学校卒業。1898年（明治31年）、東京帝国大学法科大学英法科卒業。内務省の各局長を歴任。1918年（大正7年）、原内閣で内務次官に就任。1920年（大正9年）、立憲政友会より衆議院議員に当選（以後、3期連続当選）。1924年（大正13年）、清浦内閣で内閣書記官長に就任。
政友本党に参加し、政務調査会長・幹事長を歴任。1927年（昭和2年）、立憲民政党の結成に関わる。1929年（昭和4年）、濱口内閣で文部大臣に就任。
越後鉄道にまつわる汚職事件（越後鉄道疑獄）で辞任（裁判では無罪となる）。1937年（昭和12年）、第16代東京市市長に選出される。1939年（昭和14年）4月、東京市長退任。10月2日 死去。墓所は多磨霊園(16-1-2-2)

## 栄典
位階
- 1939年（昭和14年）10月2日 - 正三位[3]

勲章等
- 1921年（大正10年）7月1日 - 第一回国勢調査記念章[4]
- 1939年（昭和14年）10月2日 - 旭日大綬章[5]

## 墓所
多磨霊園 昭和16年（1941年）11月29日に君碑が建立された。